# Leucania atrinota
Leucania atrinota là một loài bướm đêm trong họ Noctuidae.